# Sonety wojenne

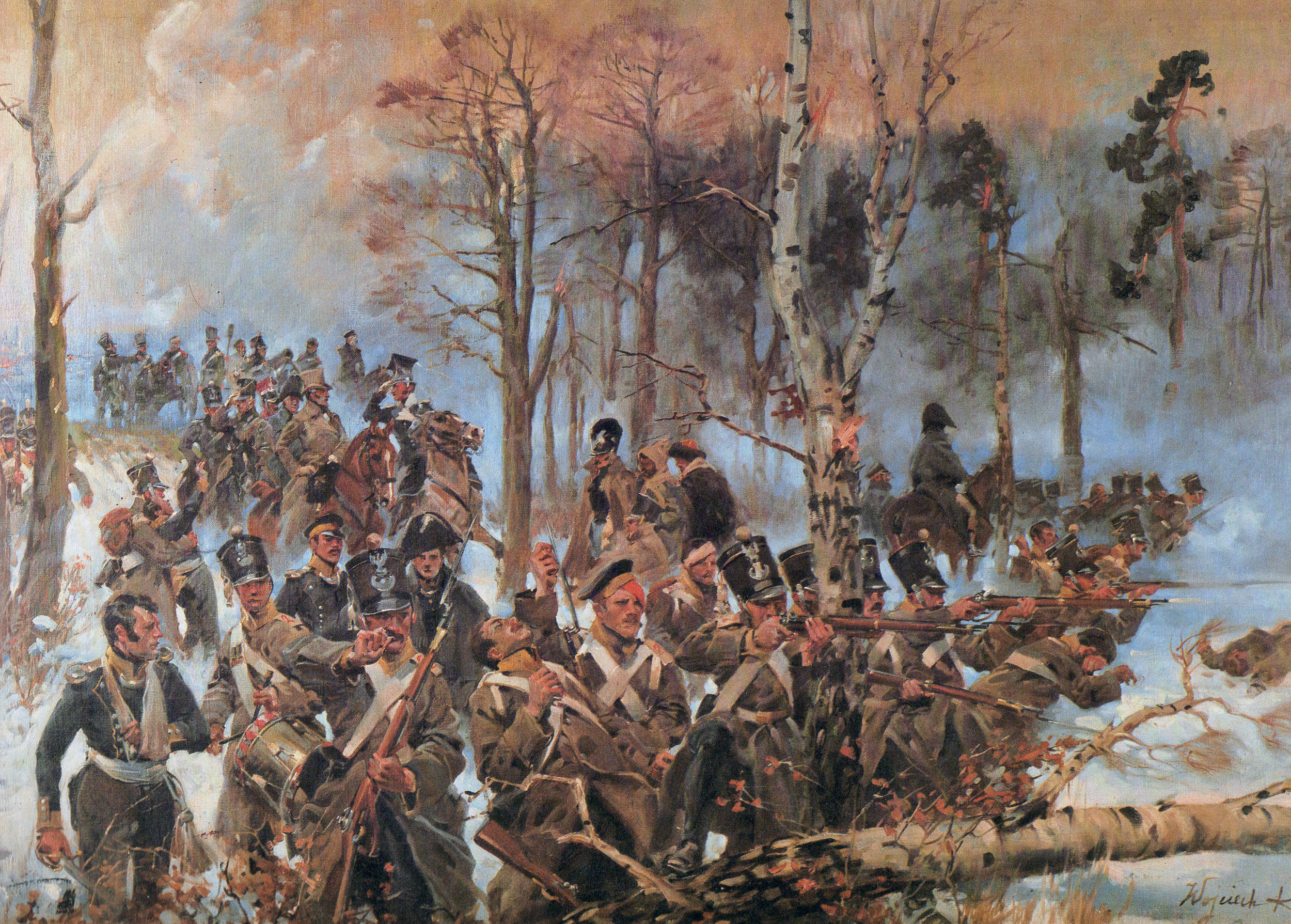
Wojciech Kossak, Olszynka Grochowska

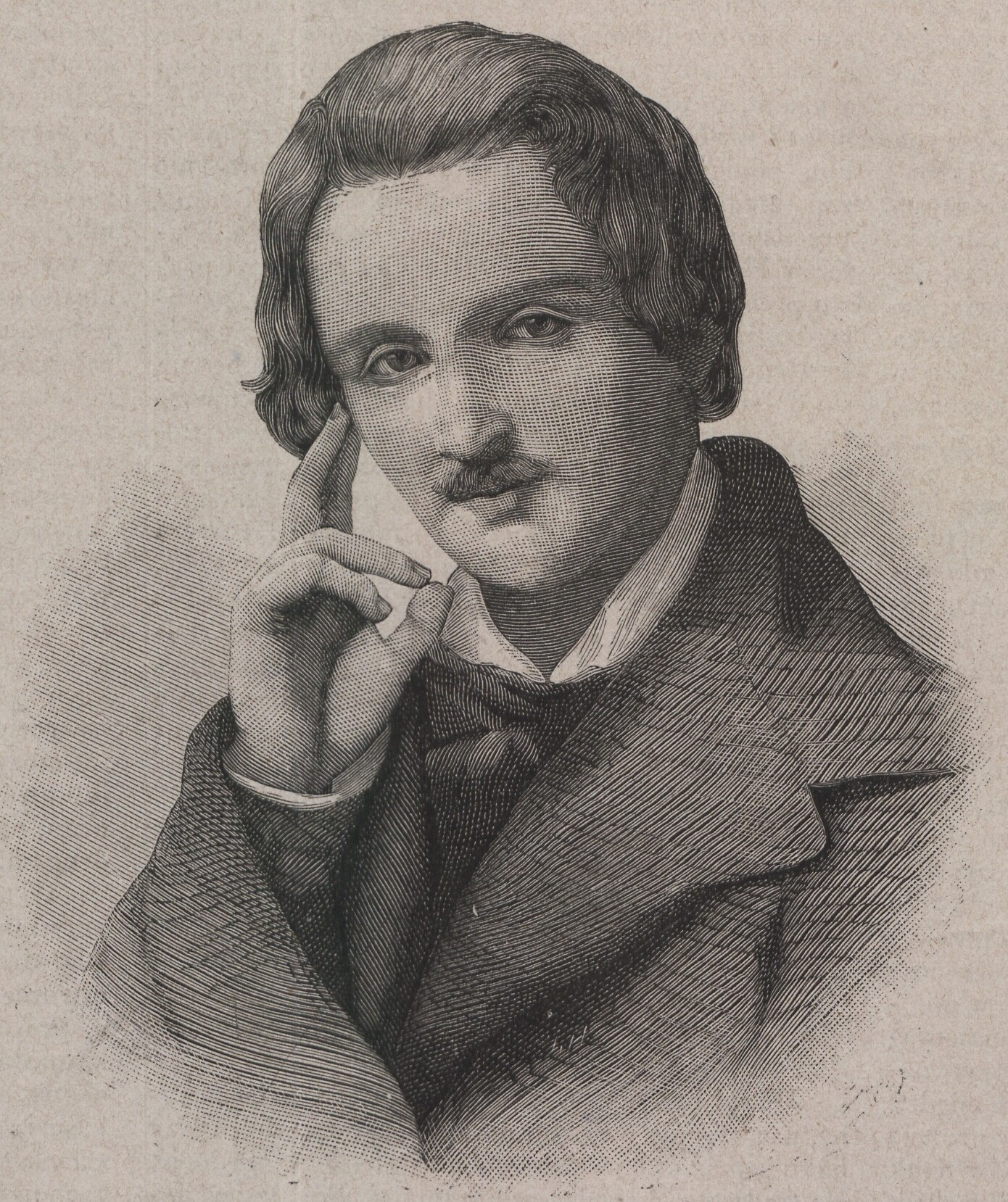
Stefa Garczyński

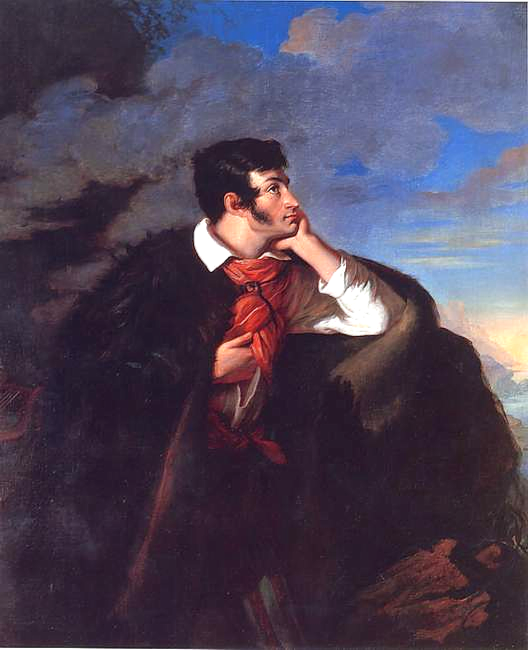
Młody Adam Mickiewicz. Obraz Walentego Wańkowicza. Mickiewicz był przyjacielem Stefana Garczyńskiego i uważnym czytelnikiem jego rękopisów

Sonety wojenne – zbiór poetycki Stefana Garczyńskiego opublikowany w 1833 roku. W skład zbioru wchodził cykl wierszy stanowiących zapis obserwacji wydarzeń z powstania listopadowego, w których autor brał czynny udział. Poeta zadedykował cykl swojemu dowódcy, generałowi Umińskiemu. Składa się z trzynastu utworów. 
1) Wstęp
2) Natarcie konnicy na konnicę
3) Wzięcie armat na górze stojących
4) Natarcie konnicy na karebatalion piechoty
5) Uderzenie na bagnety
6) Szturm do okopu odparty
7) Zwycięstwo
8) Pułk nowy
9) Starcie konnicy z konnicą w boju
10) Posterunek na stracenie
11) Napad na obóz nieprzyjacielski
12) Ostatni kanonier
13) Przeczucie śmierci
Sonety składające się na cykl są napisane trzynastozgłoskowcem ze średniówką po sylabie siódmej. Agnieszka Wnuk zauważa, że cykl Garczyńskiego pod względem kompozycji zbliża się do eposu, będąc poetycką kroniką wojenną.